# بخش مرکزی شهرستان گلشن
بخش مرکزی، یکی از بخش‌های شهرستان گلشن استان سیستان و بلوچستان ایران است. مرکز این بخش، شهر جالق است.

## تقسیمات کشوری
- بخش مرکزی شهرستان جالق
  - دهستان جالق
  - دهستان سینکان

شهر: جالق

## جمعیت
براساس سرشماری عمومی نفوس و مسکن در سال ۱۳۹۵، جمعیت بخش مرکزی شهرستان گلشن برابر با ۲۲٬۰۹۴ نفر بوده‌است.